# 妹尾克哉
妹尾 克哉（せのお かつや、1998年11月18日 - ）は、兵庫県明石市出身の元プロ野球選手（内野手）、少年野球指導者。

## 来歴

### プロ入り前
2歳で逆上がりができたという身体能力の持ち主で、3歳の頃から野球に触れ、明石市立大久保小学校1年生でソフトボールを始め、2年生で野球を始める。当時のポジションは捕手。3年生で「明石リトル」に入団し硬式野球を始めた。明石市立大久保中学校では、ヤングリーグの「ニッケレッドシープス」でプレー。小学生の頃にアメリカ人の臨時講師から影響を受けてメジャーリーグを将来の夢とするようになり、中学3年生の頃からプロ野球選手になることを夢ではなく目標としだした。
高校は神戸国際大学附属高等学校に進学。夏の甲子園に初出場を決めた1年生夏はベンチ入りはできなかったが、2年春には俊足巧打の二塁手として頭角を現し、近畿地区大会では決勝戦で本塁打を放ち、14年ぶり2度目の優勝に貢献。同年夏の兵庫大会も打率.440と活躍するが、準決勝敗退。その後は三塁手や捕手を務めて活躍を続けるが、3年生夏の兵庫大会では準々決勝で惜敗し、甲子園出場は果たせなかった。大学からオファーがかかり、練習に参加するも、NPBを目指す上で「何か違うな」と感じてオファーを断る。早期のNPB入りを目指すため、独立リーグ球団への入団を目指し、トライアウトの末、四国アイランドリーグplusの香川オリーブガイナーズへの入団を決めた。

### 四国ILp・香川時代
他の選手より遅れ、2017年5月3日に選手登録。香川では入団1年目からリーグ戦に出場。6月に行われたフューチャーズ（イースタン・リーグ混成チーム）との交流戦メンバーに選出された。腰の故障もあり、シーズンでは37試合の出場で打率.224、1本塁打にとどまった。シーズン後、第14回みやざきフェニックス・リーグの出場メンバーに選出。
入団当初、先輩選手との体力差を痛感したといい、2017年オフはウエイトトレーニングを重点的に行い、体重を維持したまま体脂肪率を14%から1桁にした。また、同時に打撃改造にも着手。これらが功を奏し、2018年シーズンは9番・2番打者として活躍。前期でリーグトップの打率.343を記録。6月に行われたイースタン・リーグ球団との交流戦メンバーに選出され、第3戦の対ロッテ戦では藤岡貴裕からレフトへの二塁打を打つなどして3打点を挙げた。9月には打率.433（30打数13安打）、6打点の成績で月間グラゼニMVPを受賞した。チームは前期優勝を果たし、後期優勝の愛媛マンダリンパイレーツとのチャンピオンシップでは4試合で17打数2安打の成績ながら、第2戦で人生初というサヨナラ打を放った。グランドチャンピオンシップでは、シリーズMVPとなったアレックス・トーレスに第4戦で3三振を喫するなど16打数3安打。0勝3敗1分で敗退し、独立リーグ日本一はならなかった。最終的にシーズンでは打率.356を記録してリーグ首位打者を獲得し、遊撃手としてベストナインに選出された。このシーズンはNPB球団から調査書も届き、球団からはNPBドラフト指名を期待されるも指名漏れ。ただし、妹尾本人は指名されるのは難しいと自覚しており、来季も香川でのプレーを続行を決意。
2019年も打撃好調で、前期にはリーグトップの37安打を放つ。この年、3年ぶりに四国アイランドリーグplusから北米独立リーグ・カナディアン・アメリカン・リーグへの選抜チーム遠征が行われることになり、妹尾も選抜チーム入りを果たす。6月上旬からの約1ヶ月間で19試合に出場し、65打数25安打でいずれも選抜チームトップの打率.373、1本塁打、13打点を記録。この好成績から遠征中に同リーグのロックランド・ボールダーズよりオファーを受け、そのまま8月末まで妹尾だけ北米に残ることとなった。四国アイランドリーグplusから同リーグへの派遣は2016年のザック・コルビー以来2人目。ロックランド・ボールダーズ所属後は30試合に出場し、118打数40安打で打率.339を記録。打率は一番高い時で.392まで達し、現地のファンからは「イチロー2世」ともてはやされた。9月2日に帰国し、翌日の対愛媛戦より香川に復帰した。シーズン後、第16回みやざきフェニックス・リーグの出場メンバーに選出。「まだまだ見せられるところがあると思った」と語った前年に対し、「結構やりきった」と語っていたシーズンだったが、この年もNPBドラフト指名からは漏れた。名前が呼ばれなかったドラフト会議当日には退団の意思を球団社長の三野環と監督の西田真二に申し出、10月31日に又吉亮文、三好一生とともに任意引退。

### アメリカ球団挑戦と断念
香川退団後は地元・明石に戻り、「ベースボールワールド大久保店」で練習を重ねた。前年のカナディアン・アメリカン・リーグでのプレー経験から、NPBに指名されなかった場合、2020年はアメリカでプレーすることを決めており、ニューヨーク・ボールダーズから再契約がオファーされていた。しかし、すぐに再契約は行わず、マイナーリーグ契約を目指し、アメリカ西海岸やアリゾナ州でマイナーリーグやリーガ・メヒカーナ・デ・ベイスボルなどのチームと対戦する、トライアウト型トラベリングチーム「アジアン・ブリーズ」に参加。同チームでの実績をもって、2020年3月18日にアメリカン・アソシエーションのゲーリー・サウスショア・レイルキャッツと契約を締結したことが発表された。
しかし、新型コロナウイルス感染症拡大の影響でビザの発給が一時停止され、5月開幕予定だったリーグ戦も延期。それでも妹尾は地元・明石での練習を続けていたが、のちにアメリカン・アソシエーションの球団のうち、妹尾が契約を締結していたレイルキャッツを含む6球団が2020年シーズンは参戦しない旨が表明された。
新型コロナウイルス感染症流行の影響で、アメリカ国内の他のリーグも中止や縮小が余儀なくされていることを背景に、日本国内を中心に2020年シーズンのプレー先を探していくことが、6月27日に「アジアン・ブリーズ」より発表された。

### 香川復帰
2020年6月30日、香川への復帰が発表された。背番号は前所属時から変更され、77番となる。この年は様々なポジションを守るユーティリティープレイヤーの面を見せ、捕手を含む内野の全ポジションに就いたり、内野手登録ながら左翼手として出場した試合が最も多かったりした。打撃面ではリーグ3位の打率.316、4位の61安打と変わらぬ打棒を見せつけ、盗塁は自己最多でリーグ3位の16盗塁を決めた。しかし、この年もNPBドラフト指名から漏れた。12月28日に再度の香川からの退団（自由契約）が発表された。

### BCL・茨城時代
2021年2月26日、ベースボール・チャレンジ・リーグ（ルートインBCリーグ）の茨城アストロプラネッツに入団することが発表された。この年は元のポジションである遊撃手・二塁手として試合に出場。BCリーグでも打率3割超えの打力を見せ、四国ILpでは4年通算で僅か1本だった本塁打も、この1年で4本放った。9月23日・24日に開催された読売ジャイアンツ三軍との交流戦のBCリーグ選抜メンバーに選出された。2試合ともに出場し、5打数2安打1盗塁を記録した。この年もNPBドラフト指名から漏れ、10月19日、自由契約により茨城を退団することが発表された。
10月23日、自身のTikTokで現役引退を表明した。

### KAL・北九州時代
上記のようにいったんは現役引退を表明していたが、2022年1月25日に、九州アジアリーグの新加盟球団である福岡北九州フェニックスより、妹尾が特別合格者となったことが発表された。同年2月18日の体制発表会にて、所属選手として紹介された。3月20日のチーム開幕戦では、チームの公式戦初打点を記録した。最終的にチーム最多の73試合に出場し、チームメイトのラモン・カブレラに次ぐリーグ2位の打率.328、リーグトップの95安打の成績を残して最多安打のタイトルを獲得した。このとき記録したシーズン95安打は当時のリーグ記録だった（翌年同じ北九州の松尾大河が更新）。この年は5月3日の対大分B-リングス戦で9回の1イニングだけ投手として登板し（試合には遊撃手として先発出場）、打者9人に対して被安打5・自責点3の成績だった。シーズン終了後の9月30日に、退団（自由契約）が球団より発表された。

### 北九州退団後
退団後の11月に、中華職業棒球大聯盟 (CPBL)の富邦ガーディアンズで、福永春吾とともに秋季キャンプにテスト参加していると現地メディアで報じられた。実戦テストで春季キャンプに招待するかどうかを決めるとされ、11月27日の時点でチーム内で残留について協議中であると報じられた。12月31日付の地元紙は、富邦チーム関係者のコメントとして、妹尾の能力は優れていたが外国人枠の兼ね合いで採用は見送ったと報じた。これを期に現役を引退したが、妹尾は2024年の取材で「自分自身としてはやり切ったので悔いはありません」と述べている。
その後は兵庫県明石市のボーイズリーグ・兵庫大久保ボーイズでのヘッドコーチを経て、姫路市の野球スクール・ゴールドホースベースボールのコーチを務める他、同スクール傘下の中学硬式野球チーム・兵庫フロッグスポニー（日本ポニーベースボール協会所属）の監督も務めている。兵庫フロッグスポニーでは「高校入学までにスキルを上げる」ことを目標としており、その背景には高校に入った時点で選手がスキルや理論を持っていればライバル選手よりも優位な立場に立てるという考え方があることを述べている。また選手時代のアメリカでの体験では、「選手が指導者に意見が言える」ことが日本との最大の違いと感じたという。

## 選手としての特徴・人物
巧みなバットコントロールと50m5秒7の俊足の持ち主で、走攻守で一番自信があるのは足と語る。高校時代は打撃よりも守備力の高さがフォーカスされた選手で、ウェブメディア「BASEBALL GATE」では「アクロバティックかつ堅実な遊撃守備」と紹介されている。
中学・高校時代は地元の明石のバッティングセンターで、元阪神タイガースの桜井広大や元横浜DeNAベイスターズの大原淳也に指導を受けていた。高校時代は定位置をつかむために午前1時までそのバッティングセンターで打ち込むこともあったという。香川1年目で二遊間を組んだペドロ・シリアコからアドバイスを受け、守備力も向上させた。シリアコとは同じマンションの隣室に住み、メジャーリーグでの経験も教わったという。
2019年までの香川所属時は高松市内で姉と暮らしていた。

## 詳細情報

### 国内独立リーグでの打撃成績
| 年 度    | 球 団    | 試 合 | 打 席 | 打 数 | 得 点 | 安 打 | 二 塁 打 | 三 塁 打 | 本 塁 打 | 塁 打 | 打 点 | 盗 塁 | 盗 塁 死 | 犠 打 | 犠 飛 | 四 球 | 敬 遠 | 死 球 | 三 振 | 併 殺 打 | 打 率 | 出 塁 率 | 長 打 率 | O P S |
| -------- | -------- | ----- | ----- | ----- | ----- | ----- | -------- | -------- | -------- | ----- | ----- | ----- | -------- | ----- | ----- | ----- | ----- | ----- | ----- | -------- | ----- | -------- | -------- | ----- |
| 2017     | 香川     | 37    | 107   | 98    | 10    | 22    | 0        | 1        | 1        | 27    | 8     | 3     | -        | 2     | 1     | 5     | -     | 1     | 20    | -        | .224  | .266     | .275     | .541  |
| 2018     | 香川     | 52    | 178   | 160   | 33    | 57    | 5        | 3        | 0        | 68    | 20    | 9     | 3        | 8     | 0     | 9     | -     | 1     | 18    | 0        | .356  | .394     | .425     | .819  |
| 2019     | 香川     | 40    | 171   | 151   | 18    | 44    | 4        | 1        | 0        | 50    | 7     | 10    | 3        | 6     | 0     | 14    | -     | 0     | 17    | 0        | .291  | .352     | .331     | .683  |
| 2020     | 香川     | 61    | 215   | 193   | 16    | 61    | 5        | 3        | 0        | 72    | 24    | 16    | 5        | 1     | 3     | 16    | -     | 1     | 19    | 5        | .316  | .366     | .373     | .739  |
| 2021     | 茨城     | 60    | 268   | 246   | 40    | 79    | 11       | 3        | 4        | 108   | 33    | 14    | 6        | 2     | 1     | 19    | -     | 0     | 27    | 4        | .321  | .368     | .439     | .807  |
| 2022     | 北九州   | 73    | 317   | 290   | 50    | 95    | 7        | 3        | 1        | 111   | 29    | 15    | 6        | 2     | 3     | 15    | -     | 6     | 25    | 3        | .328  | .371     | .383     | .754  |
| IL：4年  | IL：4年  | 190   | 671   | 602   | 77    | 184   | 14       | 8        | 1        | 217   | 59    | 38    | -        | 17    | 4     | 44    | -     | 3     | 74    | -        | .306  | .354     | .361     | .714  |
| BCL：1年 | BCL：1年 | 60    | 268   | 246   | 40    | 79    | 11       | 3        | 4        | 108   | 33    | 14    | 6        | 2     | 1     | 19    | -     | 0     | 27    | 4        | .321  | .368     | .439     | .807  |
| KAL：1年 | KAL：1年 | 73    | 317   | 290   | 50    | 95    | 7        | 3        | 1        | 111   | 29    | 15    | 6        | 2     | 3     | 15    | -     | 6     | 25    | 3        | .328  | .371     | .383     | .754  |

- 2022年度シーズン終了時
- 各年度の太字はリーグ最高

### 国内独立リーグでのタイトル
四国ILp
- 首位打者：1回（2018年）

九州アジアL
- 最多安打：1回（2022年）

### 国内独立リーグでの表彰
四国ILp
- ベストナイン：1回（遊撃手部門：2018年）
- 月間グラゼニMVP：1回（2018年9月）

### 海外独立リーグでの打撃成績
| 年 度       | 球 団        | 試 合 | 打 席 | 打 数 | 得 点 | 安 打 | 二 塁 打 | 三 塁 打 | 本 塁 打 | 塁 打 | 打 点 | 盗 塁 | 盗 塁 死 | 犠 打 | 犠 飛 | 四 球 | 敬 遠 | 死 球 | 三 振 | 併 殺 打 | 打 率 | 出 塁 率 | 長 打 率 | O P S |
| ----------- | ------------ | ----- | ----- | ----- | ----- | ----- | -------- | -------- | -------- | ----- | ----- | ----- | -------- | ----- | ----- | ----- | ----- | ----- | ----- | -------- | ----- | -------- | -------- | ----- |
| 2019        | 四国ILp選抜  | 19    | 71    | 67    | 12    | 25    | 5        | 0        | 1        | 33    | 13    | 7     | 2        | 1     | 0     | 3     | 0     | 0     | 10    | -        | .373  | .400     | .493     | .893  |
| 2019        | ボールダーズ | 30    | 130   | 118   | 19    | 40    | 6        | 1        | 0        | 48    | 7     | 3     | 3        | 3     | 0     | 9     | 0     | 0     | 17    | -        | .339  | .386     | .407     | .793  |
| '19計       | ボールダーズ | 49    | 201   | 185   | 31    | 65    | 11       | 1        | 1        | 81    | 20    | 10    | 5        | 4     | 0     | 12    | 0     | 0     | 27    | -        | .351  | .391     | .438     | .829  |
| Can-Am：1年 | Can-Am：1年  | 49    | 201   | 185   | 31    | 65    | 11       | 1        | 1        | 81    | 20    | 10    | 5        | 4     | 0     | 12    | 0     | 0     | 27    | -        | .351  | .391     | .438     | .829  |

### 背番号
- 52 （2017年 - 2019年）
- 36 （2019年）　※ロックランド・ボールダーズでの背番号
- 77 （2020年）
- 23 （2021年）
- 51 （2022年）